# Alcea tarica
Alcea tarica là một loài thực vật có hoa trong họ Cẩm quỳ. Loài này được Pakravan & Ghahr. mô tả khoa học đầu tiên năm 2008.